# Esquí nòrdic

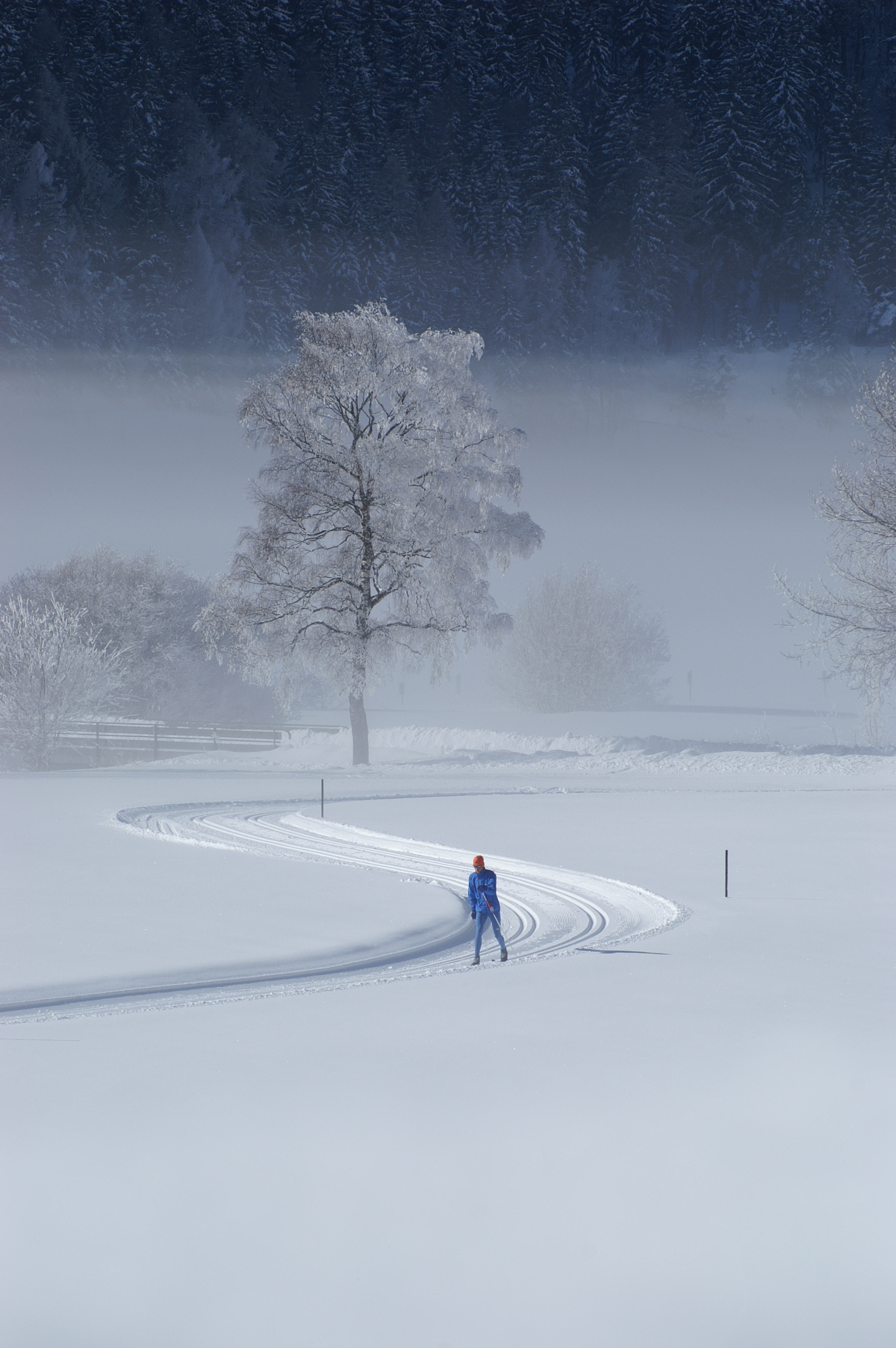
Un esquiador a l'Achensee (Tirol).

L'esquí nòrdic és una disciplina d'esquí que comprèn tots els tipus d'esquí no fixats en el taló (el de l'esquí alpí), que són les modalitats d'esquí de fons, salt amb esquís, biatló i esquí telemark, així com ocasionalment la del biatló.
El nom d'esquí nòrdic ve de la creença que l'esquí té el seu origen a les terrenys plans dels països nòrdics. És cert que els primers indicis s'han trobat a Noruega però també s'han trobat proves a Rússia i a la Xina.

## Origen

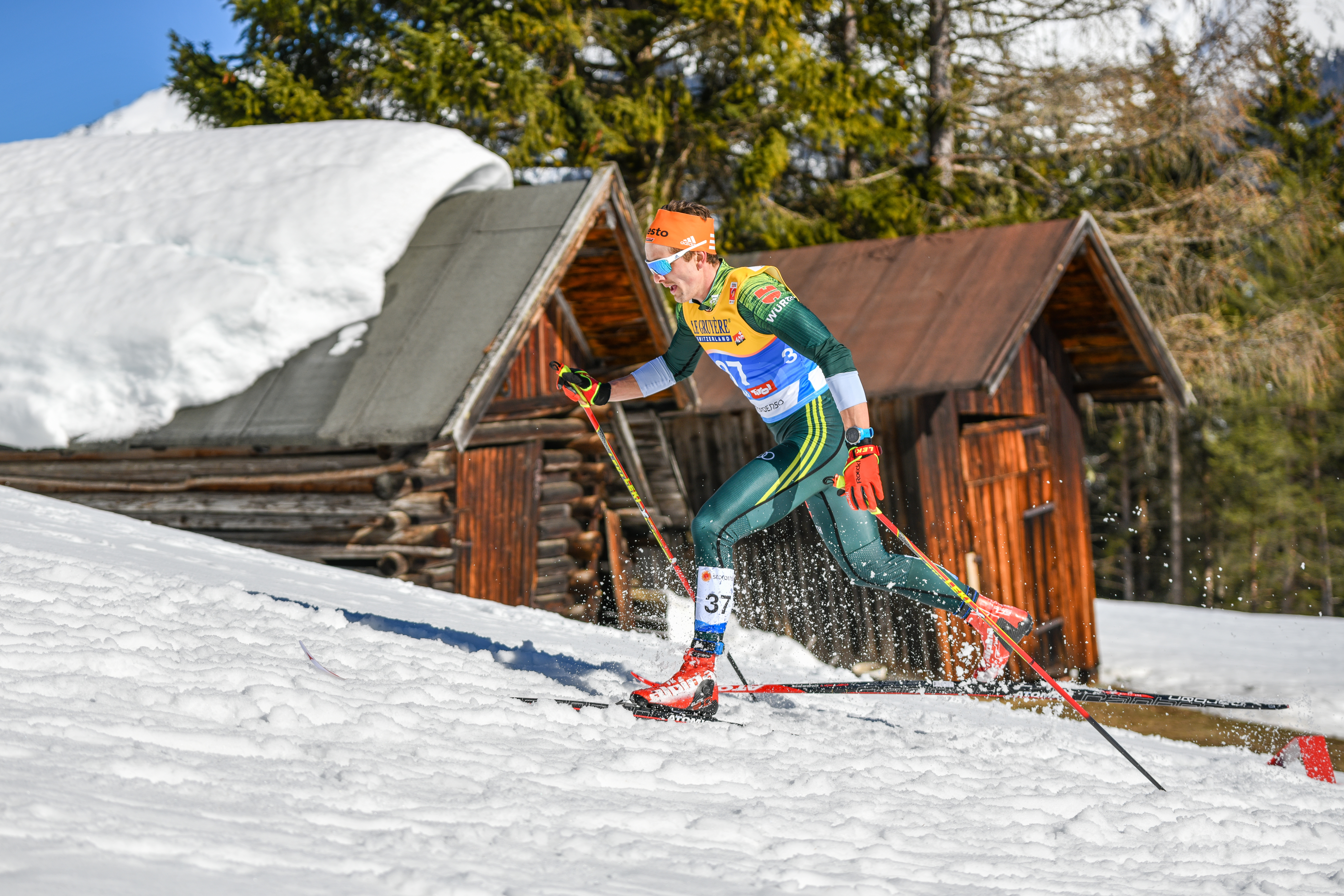
Participant del FIS Nordic World Ski Championships Seefeld 2019

Els antecedents de l’esquí nòrdic van lligats al naixement i evolució dels esquís com a mitjà de transport. El seu ús, habitual als països nòrdics (especialment a la regió de Lapònia), ha perdurat a través dels segles. També ha estat utilitzat en la caça i com a especialitat logística d’alguns exèrcits. A mitjan segle XIX començà a practicar-se com a especialitat esportiva. El 1853 es realitzà a Tromsø el que podria considerar-se la primera cursa d’esquí de fons, tot i que ja des del 1830 es feien concursos de resistència i de salts a Telemark i Østerdalen. El 1877 nasqué a Noruega el primer club d’esquí de la història: l’Ski Club Christiania. Dos anys després, prop d’Oslo, es disputà la primera edició de la competició de salts Husebyrennet, prova en què s'aconseguí un salt de fins a 20 m. El 1892 la competició es traslladà a Holmenkollen, on s'organitzà per primera vegada una prova en format de combinada nòrdica. Des de llavors continua disputant-se com un dels millors concursos de salts del món. Al mateix temps tingué molt de ressò l’aventura del científic noruec Fridtjof Nansen, que el 1888 realitzà una travessa a Groenlàndia amb esquís. A partir d’aquell moment l’esquí nòrdic es difongué pel centre d’Europa fins a arribar als Alps i a latituds més meridionals. Es fundaren diversos clubs d'esquí, com el Club Alpí Francès, que organitzà el primer Concurs Internacional d’Esports d’Hivern a Montgenèvre. El 1908 el concurs es traslladà a Chamonix, en què assistí el delegat del Centre Excursionista de Catalunya Albert Santamaria, un dels responsables de la implantació del model de competició a Catalunya. El 1924 es fundà la Federació Internacional d’Esquí (FIS), tot i que ja des del 1910 hi havia en funcionament una comissió internacional d’aquest esport. També el 1924 s'organitzaren els primers Jocs Olímpics d’Hivern a Chamonix, on foren incloses les proves d’esquí de fons, salts d’esquí i combinada nòrdica, entre altres esports de neu. El 1925 la FIS organitzà el primer Campionat del Món d’esquí nòrdic. D’altra banda, la temporada 1952-53 es disputà a Alemanya i Àustria la primera edició del torneig Quatre Trampolins, un dels torneigs de salts més populars del món. Respecte a l’esquí de fons, el 1978 es fundà a Uppsala la Federació d’Esquí Worldloppet, dedicada a l’esquí de fons de llarga distància (o maratons d’esquí). El 1981 es creà oficialment la Copa del Món d’esquí de fons, tot i que ja començà a disputar-se els anys setanta. La Copa de les Nacions d’esquí de fons s'organitzà per primera vegada la temporada 1981-82. Les especialitats d’esprint individual i per equips foren incloses als Jocs Olímpics d’Hivern del 2002 i 2006 respectivament. Noruega és el país dominador de les diferents disciplines de l’esquí nòrdic, però també destaquen Suècia, Finlàndia, Alemanya, Suïssa, Àustria, els Estats Units, Eslovènia o el Japó, en alguna o totes les seves especialitats.

## Esquí de fons

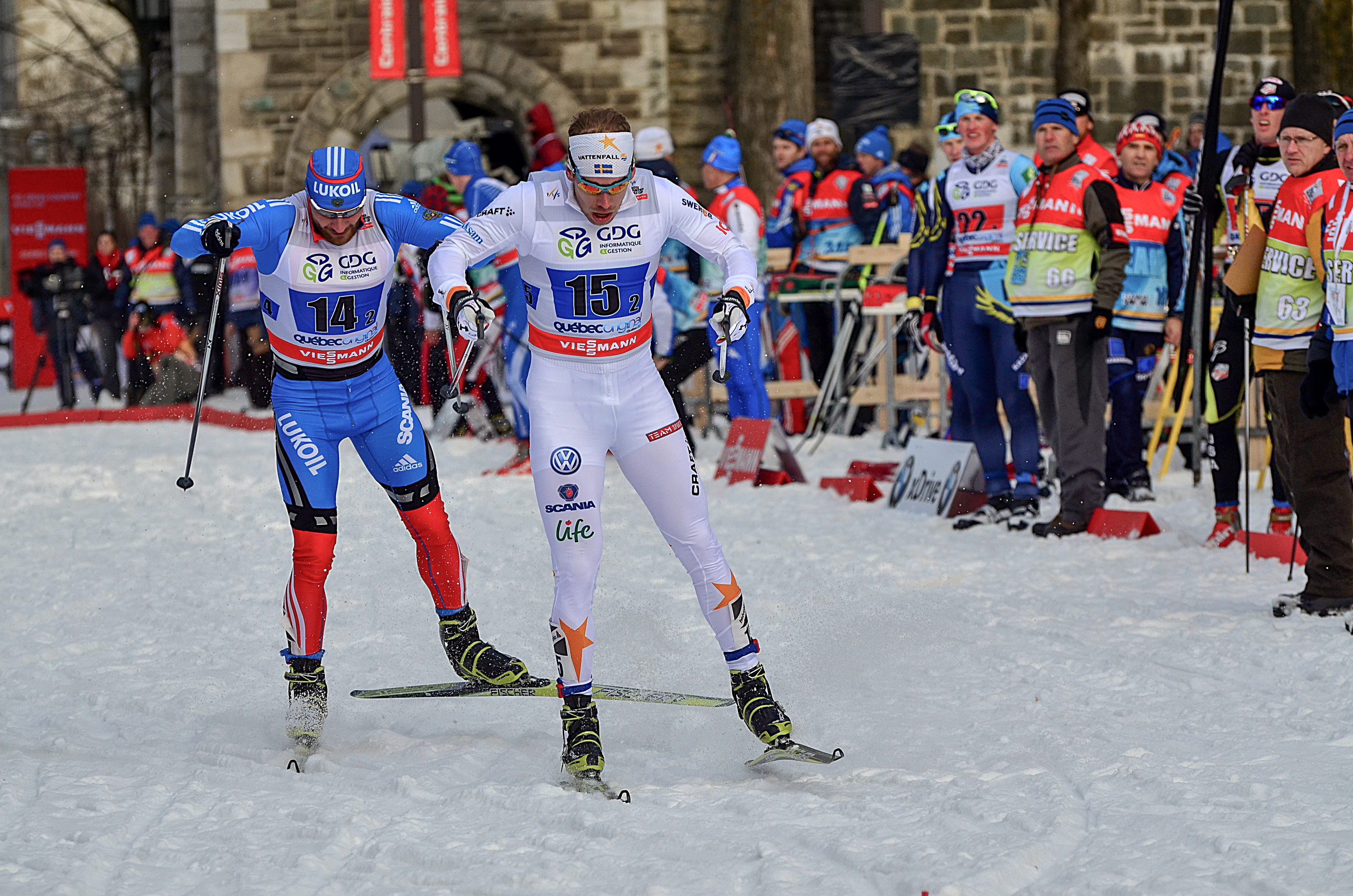
Competició d'esquí de fons a Quebec

L’esquí de fons de competició consisteix en una cursa d’esquí per un terreny nevat de pendent suau. Existeixen diversos tipus de proves segons la distància recorreguda; en categoria masculina es competeix en curses de 50 km, 15 km i relleus 4 × 10 km, i en femenina en curses de 30 km, 10 km i relleus 4 × 5 km. Ambdues categories també competeixen en proves de persecució, esprint individual i esprint per equips, així com en maratons d’esquí. Antigament també s'organitzaven curses de 30, 18 i 10 km en categoria masculina i de 20, 15, 5, i 3 × 5 km en categoria femenina. L’esquí de fons té dues especialitats de pas: el clàssic, en què l’esquiador, ajudat dels bastons, avança fent lliscar els esquís paral·lelament per unes traces marcades en la neu, i el pas patinador (o skating), en què l’esquiador produeix un impuls divergent a la direcció del desplaçament, i avança amb els esquís en forma de V per una pista de neu compactada. Aquest segon pas proporciona més velocitat que el pas clàssic.

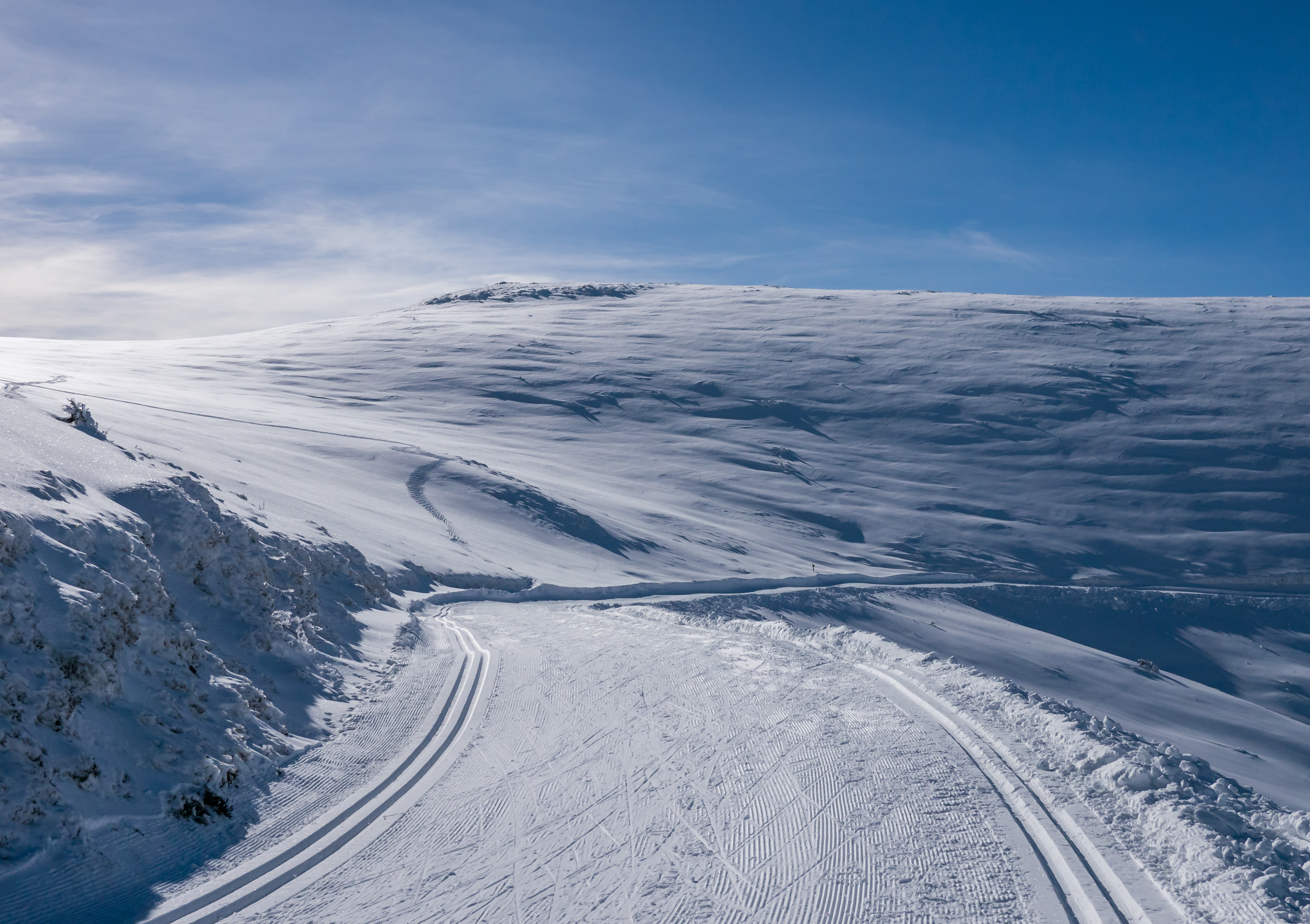
Pista d'esquí de fons amb guies

- Pista d'esquí de fons amb guiesEstil clàssic: Fins a la dècada del 1970 només hi havia aquest estil, ara anomenat clàssic, que és la forma més tradicional doncs és la que prové directament de les formes primitives de desplaçar-se per la neu. També és la més senzilla d’aprendre doncs els gestos bàsics procedeixen del moviment de caminar al que cal afegir un lliscament i una força de braços a traves dels bastons.[3] Els esquís utilitzats per la pràctica del clàssic tenen un sistema de retenció que pot ser escates, microescates o ceres per evitar recular enrere a les pujades.[8]
  - Pas altern: és el pas bàsic i consisteix en el canvi de pes d’un esquí a l’altre. Les extremitats inferiors i superiors treballen de manera coordinada. Cal tenir sempre en compte la flexió natural del genoll per aconseguir el desplaçament lliscat. Es realitza en pla i pla pujada.
  - Pas simultani: es realitza impulsant sobre els dos bastons que es claven davant del nostre cos i amb l’ajuda del tronc ens impulsem de manera enèrgica. Es realitza preferentment en pla i pla baixada.

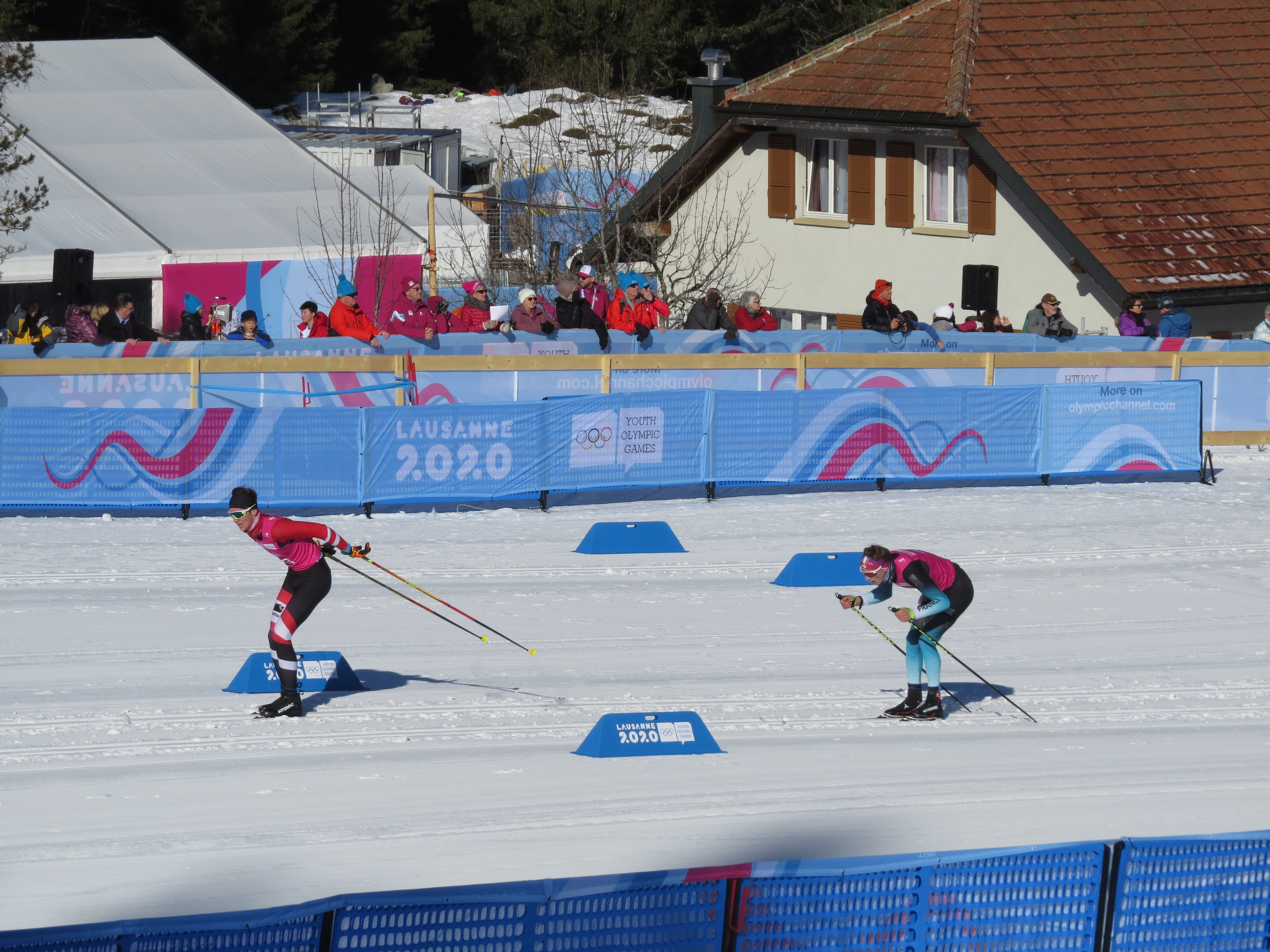
Esquí cross country

  - Esquí cross countryPas stawug: requereix una bona coordinació ja que barreja el pas alternatiu i el simultani. Consisteix en treballar amb la força simultània de braços però amb l’impuls d’una cama i lliscament endavant de l’esquí contrari. Es realitza en pla o pla amb lleugera pujada.
- Estil patinador: Consisteix en l’impuls divergent dels esquís que s'efectua des del cantell interior de l’esquí. La successió d’impulsos a dreta i esquerra permet l’avanç del esquiador sense necessitat de cap sistema de retenció. Es practica sobre una pista ampla i amb neu compactada. S'aconsegueix més velocitat que en el clàssic però és més exigent amb la forma física. Un avantatge de l’estil patinador sobre el clàssic és que no necessita sistema de retenció per la qual cosa no hem d’aplicar ceres.[8]
  - Alternatiu: es parteix de la posició de tisora i es realitzen impulsos alternats dels braços i les cames fent lliscar l’esquí diagonalment.
  - Asimètric: es parteix de la posició de tisora i es realitzen impulsos contemporanis cada dos lliscades.
  - Doble impuls: es patina amb impuls simultani de braços a cada patinada.

## Salt d'esquí

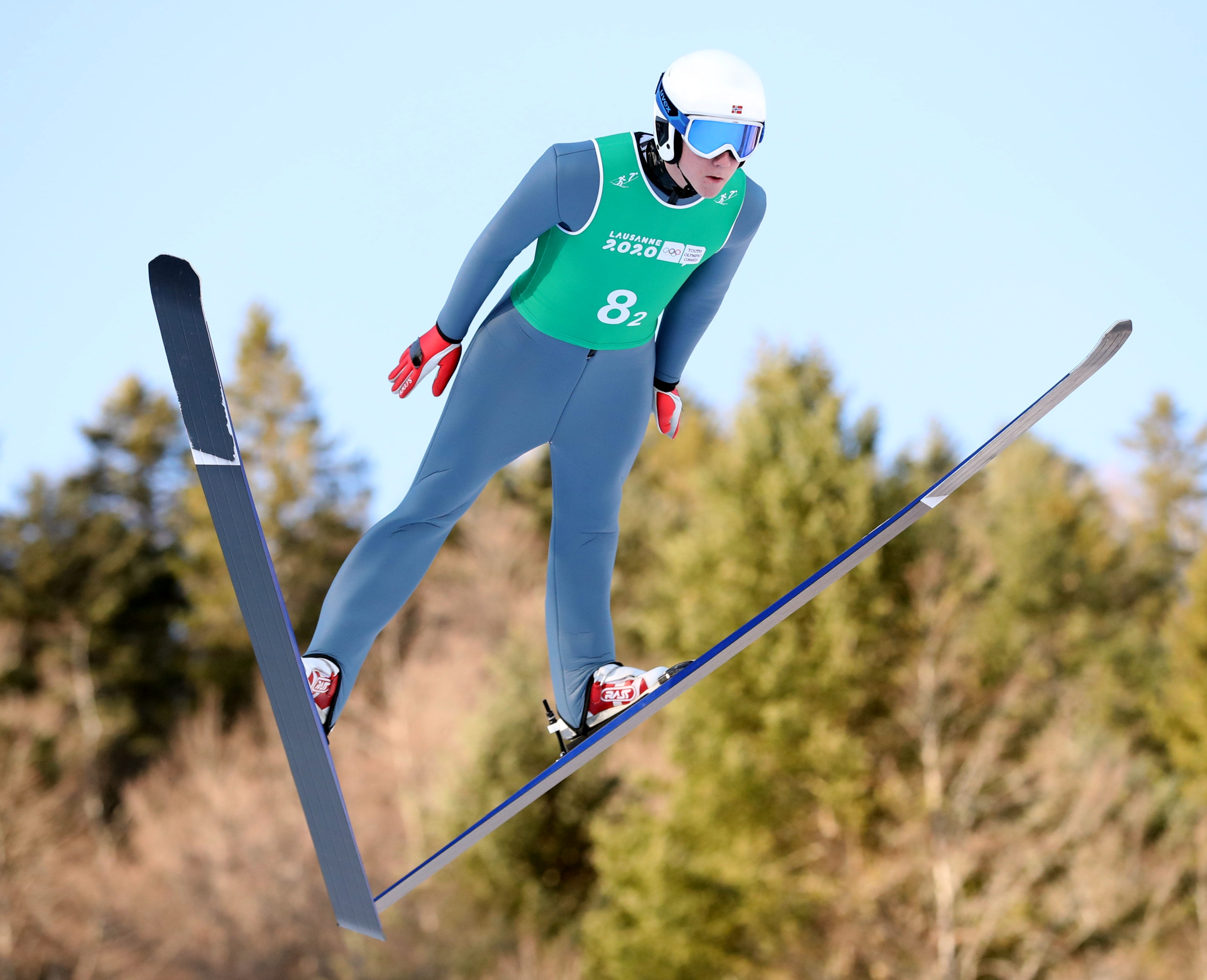
Saltador d'esquí

El salt consisteix a lliscar amb uns esquís per una rampa i saltar pel trampolí del final de la rampa amb l’objectiu d’arribar com més lluny millor. A més de la distància aconseguida, en la puntuació final també es té en compte l’estètica del salt. Els esquís utilitzats en aquesta pràctica esportiva acostumen a ser més llargs que els de les altres disciplines d’esquí. Inicialment els trampolins mesuraven 80 m, però el 1972 la Federació Internacional d’Esquí establí com a oficials les llargades de 90 m i 120 m. A l’estiu també es poden practicar salts en superfícies artificials.

## Combinada nòrdica
La combinada nòrdica barreja la cursa d’esquí de fons amb el salt d’esquí. Fins la dècada de 1950 la cursa de fons es feia en primer lloc, però a partir de llavors passà a disputar-se després de la prova de salt. Hi ha tres categories incloses al Campionat del Món: individual (o Gundersen), esprint i per equips. El 2009 s'hi introduí la possibilitat de sortida en massa. Als Jocs Olímpics d’Hivern, a més de la prova de salt, es disputen curses individuals de 10 km i curses per equips de 4 × 5 km. No es practica en categoria femenina.

## Biatló
El biatló combina la cursa d’esquí de fons amb el tir al blanc. Els biatletes recorren 20 km fent quatre parades per engegar una sèrie de trets a uns blancs situats a 100 i a 250 m, en les posicions dempeus, agenollat i ajagut. Era practicat en les antigues competicions militars del nord d’Europa i Rússia. El primer club fou el Trysil Rifle and Ski Club de Noruega, fundat el 1861. Fou inclòs com a esport d’exhibició als Jocs Olímpics d’Hivern de Chamonix (1924). El 1960 fou acceptat com a esport olímpic als Jocs de Squaw Valley.

## Telemark

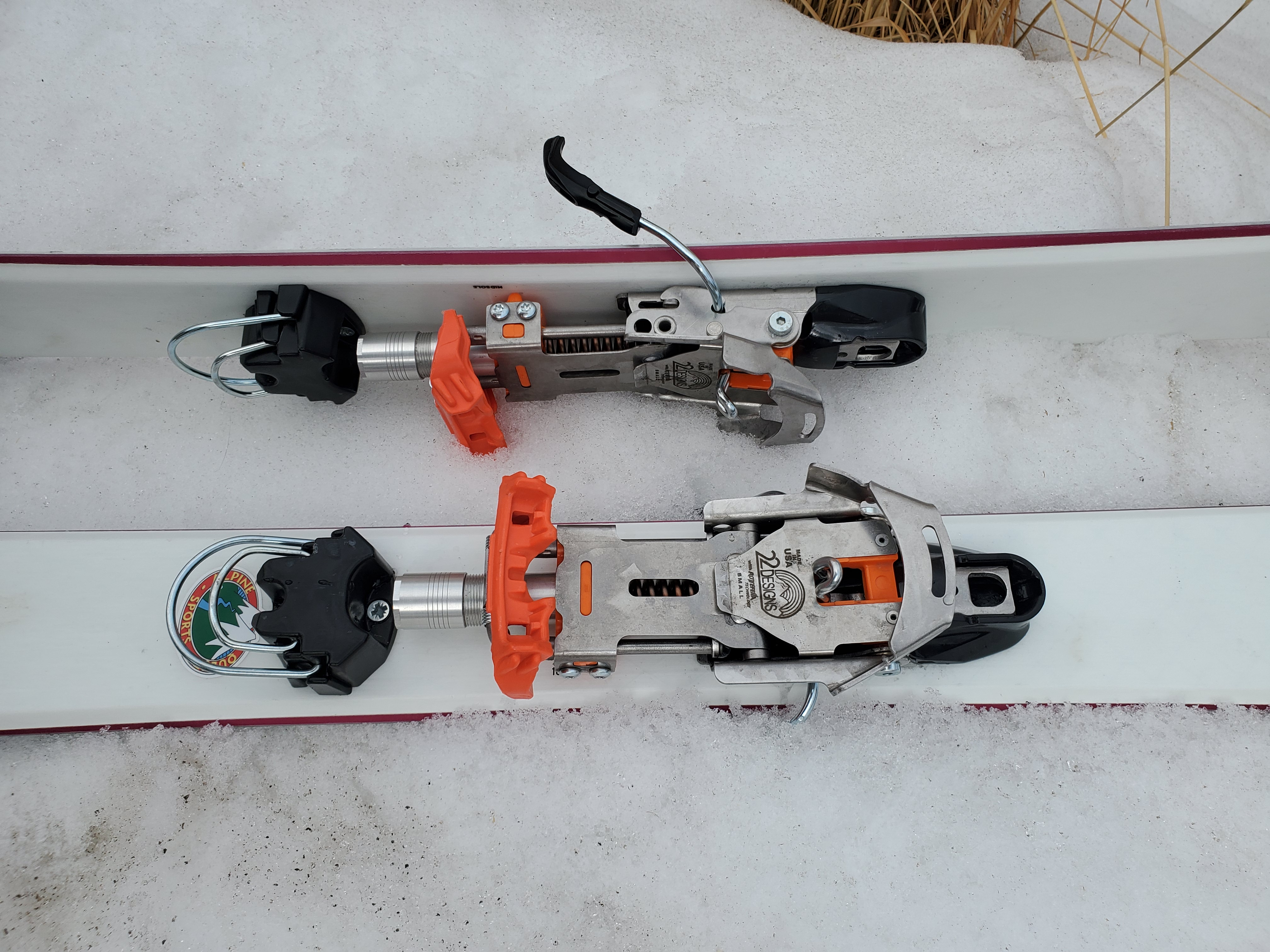
Sistema de fixació de la modalitat Telemarc

El telemarc és un tipus d’esquí en què l’esquiador, en el moment de fer un gir, flexiona el genoll intern deixant l’esquí interior més endarrerit que l’exterior. Fou una tècnica inventada per Sondre Norheim el 1868, i fou batejada amb el nom de la regió de Noruega on començà a practicar-se. Fou molt popular fins al principi del segle xx, però les noves tècniques de l’esquí alpí l’acabaren desplaçant. A partir de la dècada de 1970 tornà a popularitzar-se, sobretot als Estats Units d’Amèrica.

## Esquí nòrdic a Catalunya
L’esquí s'introduí a Catalunya amb la creació de la Secció d’Esports de Muntanya del Centre Excursionista de Catalunya (CEC) el 1908. El mateix any un grup de socis del club, liderats per Albert Santamaria i Eduard Vidal, organitzà als Rasos de Peguera les primeres jornades d’esports d’hivern, on es practicà esquí de fons, raquetes de neu i descens amb luges. Cal dir però, que ja el 1907 tingueren lloc unes demostracions improvisades d’esquí en una acampada social al Puigmal. El 1911 el CEC organitzà la primera Setmana d’Esports d’Hivern de Ribes, que prengué rellevància al final de la dècada. El 1912 la Fédération de Sociétés Pyrénéistes encomanà al CEC l’organització del Campionat Internacional d’Esports d’Hivern a Catalunya. El 1913 s'organitzà el primer concurs de salts a la falda del Taga. La pràctica de l’esquí s'estengué ràpidament a la Molina, Ulldeter, el Montseny, Ribes de Freser i Camprodon. Prova d’això fou que entre el 1917 i el 1920 els concursos de Ribes s'organitzaren també a Camprodon. El 1921 es traslladaren a Núria, on es mantingueren fins al 1923. El primer Campionat de Catalunya d’esquí de fons es disputà a la Molina el 1924, estació oberta aquell mateix any gràcies a l’arribada del ferrocarril dos anys abans.

### Estacions d'esquí nòrdic a Catalunya[14]
- Estació d'Aransa
- Guils Fontanera
- Estació de Lles
- Estació de Sant Joan de l'Erm
- Estació d'esquí Tavascan
- Tuixent - la Vansa
- Estació d'esquí Virós - Vallferrera